# Barát- és Apáca-sziklák
A Barát- és Apáca-sziklák (más néven Bálványkövek, egyéb népi elnevezései Török ember, törökasszony és szolgáló, Pap, barát és apáca, illetve kőemberek) a Bükk-vidéki Pap-kő oldalában álló sziklaalakzatok. Sirok közigazgatási területén, a siroki vár bejáratától mintegy 400 m-re északkeletre, a Törökasztal közelében találhatók.
Sirok, Törökasztal és Bálványkövek kaptárkövek természeti emlék néven Sirok Község 9/2010. (V. 29.) Önkormányzati rendelete helyi jelentőségű védett természeti terület, természeti emlék védettségi kategóriába sorolta.

## Földrajz
A sziklaalakzatok a vulkáni működés során kiszóródott riolittufából keletkeztek. A laza anyagba vulkáni bombák hullottak és ágyazódtak be, melyek ellenállóbb anyaga később megvédte az alattuk levő puhább kőzeteket az eróziótól. Egy az 1980-as évek közepén készült felvételen még jól látható a harmadik, nyugati tufatorony fejrésze, amely azonban az 1988-ban készült fényképekről már hiányzik. Sérülését minden bizonnyal az 1986–1987-es földrengés-sorozat okozta, ezen belül a harmadik, parádi epicentrumú, 1987. szeptember 9-i földrengés.

## Kultúra
A néphagyomány szerint egy barát és egy apáca végzetesen egymásba szerettek. A bűnös szerelmesek elhatározták, hogy a sziklákról leugorva véget vetmek életüknek, az ugrás pillanatában azonban kővé váltak. Egy másik, hozzájuk fűződő néprege Darnó tündérkirály, Tarna leánya és az udvarló Bodony vitéz tragédiáját meséli el, ezt Kandra Kabos dolgozta fel 1901-ben.

## Turizmus
A sziklák közelében halad el az Országos Kéktúra 22-es számú szakasza.